# Schweinsteg
Schweinsteg (italienisch Passo) ist eine Fraktion von St. Leonhard in Passeier (Südtirol) und wird von rund 100 Einwohnern bewohnt. Die kleine Ortschaft besitzt eine Kirche und einen Versammlungssaal.

## Lage
Schweinsteg liegt auf der orographisch linken, östlichen Talseite von Passeier, etwas erhöht über Saltaus und dem Quellenhof auf der anderen Seite der Passer. Hinter Schweinsteg baut sich das Massiv des Hirzer auf.

## Geschichte
Der Ortsname ist ersturkundlich im landesfürstlichen Gesamturbar Graf Meinhards II. von 1288 als Sweinsteige und Swinstige genannt.

## Gebäude

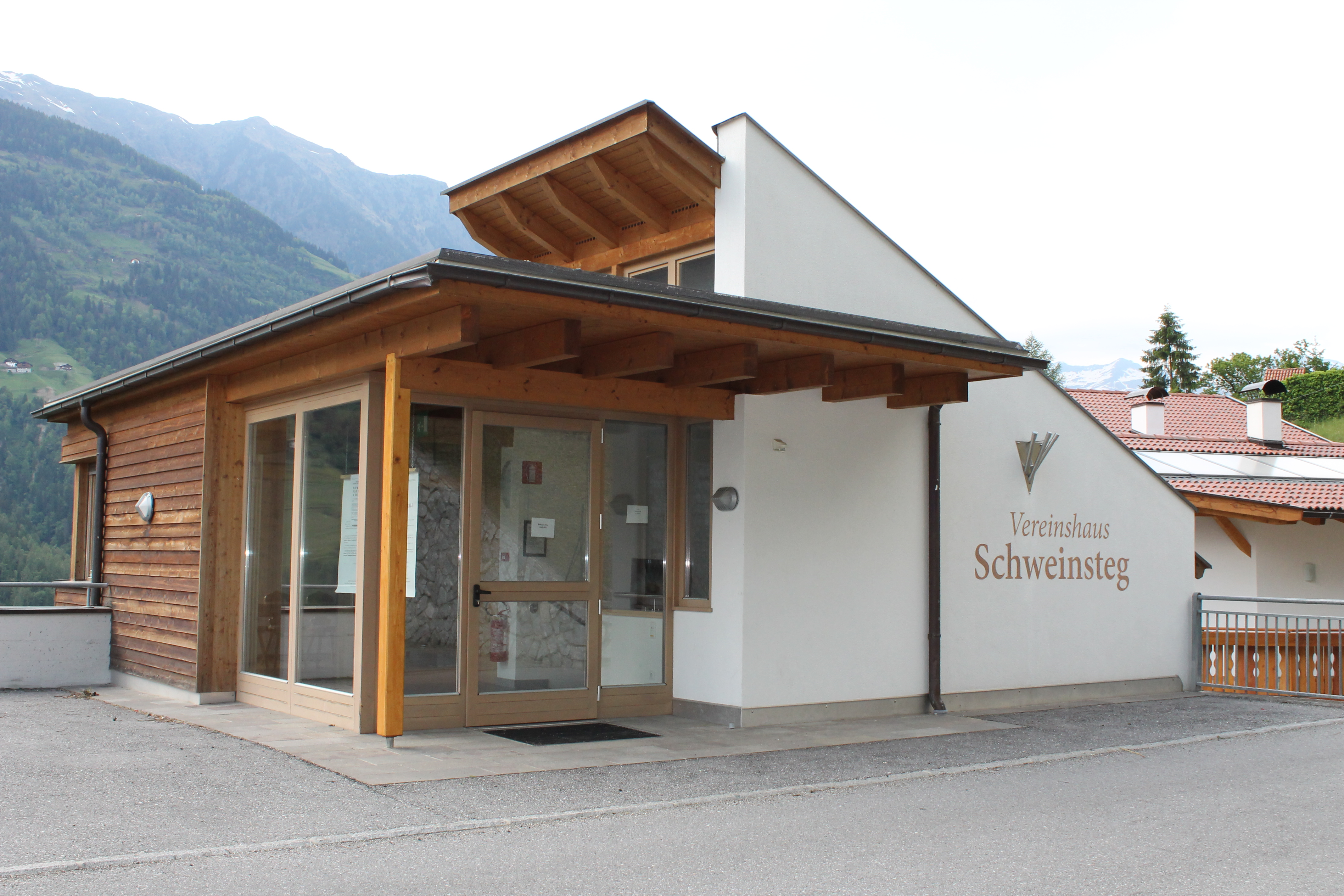
Das Vereinshaus Schweinsteg

Schweinsteg besitzt ein Vereinshaus, das für Feste und Wahlen genutzt wird. Traditionell finden dort Weihnachts- und Faschingsfeiern statt.
Die Pfarrkirche in Schweinsteg ist der Heiligen Ursula geweiht. Durch einen Brand wurde die bereits 1532 erwähnte Kirche im Jahr 1885 zerstört, anschließend neu erbaut und 1901 geweiht. Sie ist mit einem Turm samt Glocke ausgestattet.